# Arnold von Semgallen
Arnold von Semgallen SOCist (* um 1200; † nach 1261) war 1246 bis 1247 Bischof von Semgallen und danach Auxiliarbischof im Rheinland.

## Leben

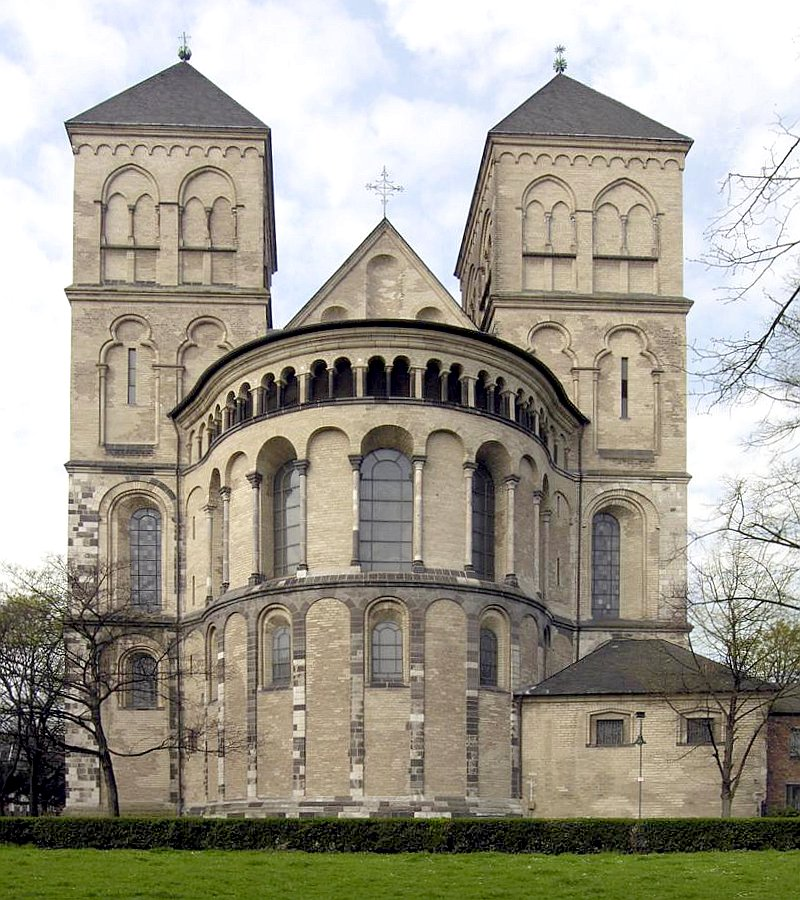
Köln, St. Kunibert

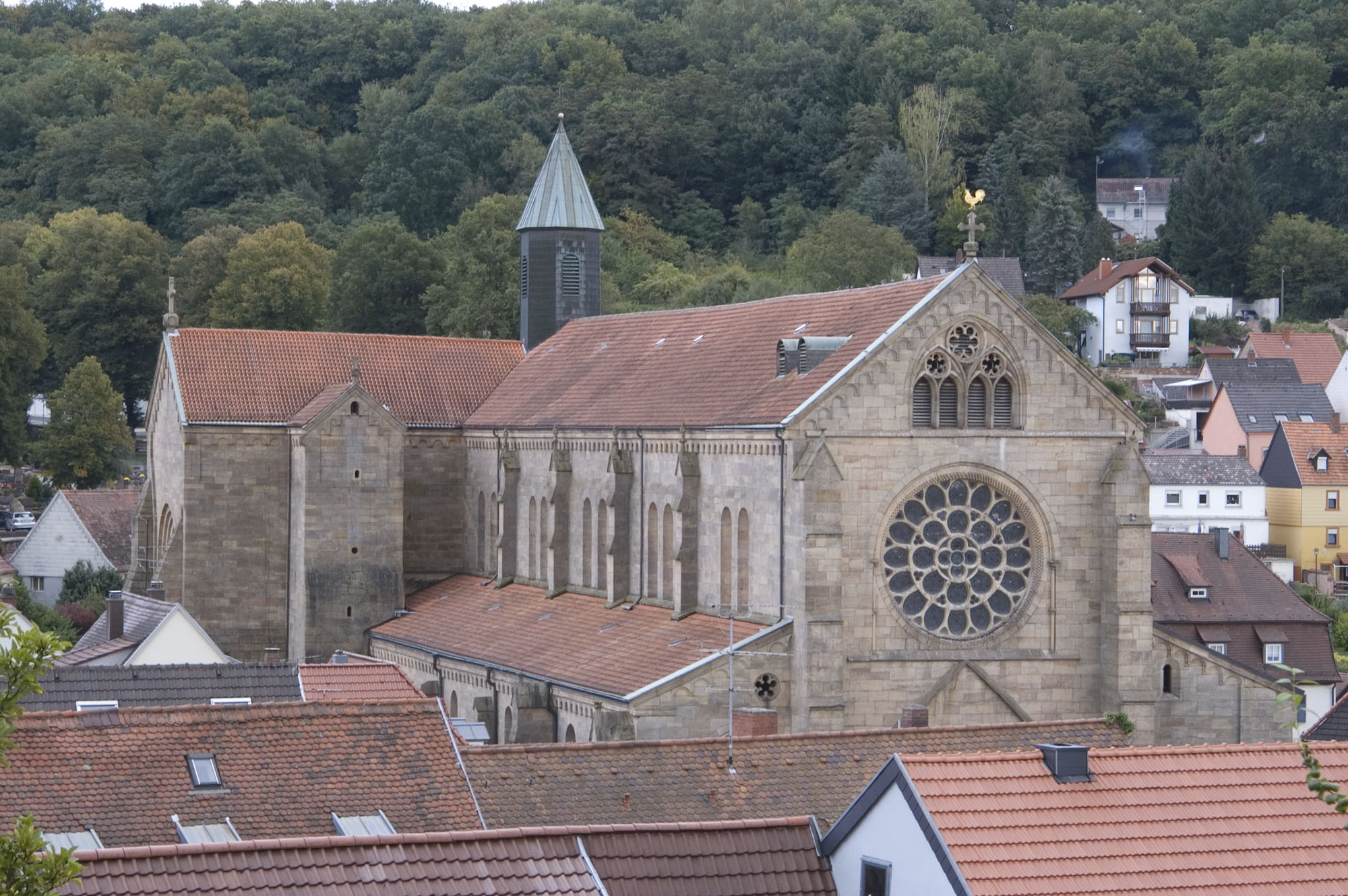
Abteikirche Otterberg, Pfalz

Arnold gehörte dem Zisterzienserorden an und wurde 1246 Bischof des livländischen Bistums Semgallen, das im heutigen Bistum Jelgava aufging. Er wurde offenbar durch die kriegerischen Auseinandersetzungen in seinem Bistum von dort vertrieben und erhielt 1247 in Heinrich von Lützelburg einen Amtsnachfolger, von dem man aber nicht weiß, ob er sich je in seinem Sprengel aufhielt.
Arnold von Semgallen ging in den Westen Deutschlands und betätigte sich in den rheinischen Diözesen Köln, Mainz, Trier und Lüttich als Weihbischof. Zwischen 1247 und 1261 taucht er hier häufig urkundlich auf, besonders bei der Erteilung von Ablässen. 1247 weihte er im Beisein von Erzbischof Konrad von Hochstaden und vieler hoher Kirchenfürsten die Basilika St. Kunibert zu Köln, im gleichen Jahr einen Altar im Kloster Marienstatt. 1248 nahm er an der Wahl des Gegenkönigs Wilhelm von Holland teil. Papst Innozenz IV. bedankte sich bei ihm und seinen Mitbrüdern ausdrücklich für die dadurch gehabten Mühen.
1253 war Arnold von Semgallen Mitkonsekrator der Klosterkirche Morimond, am 10. Mai 1254 weihte er die damals im Mainzer Erzbistum gelegene Abteikirche Otterberg und am 26. September 1257 den Hochaltar der Kölner St. Lupuskirche. Am 14. Mai 1261 gewährte Arnold von Semgallen als Generalvikar des erwählten Lütticher Bischofs Heinrich III. von Geldern Ablässe für das Karmeliterkloster Köln. Damit tritt er letztmals urkundlich in Erscheinung und nennt sich hierbei „ehemaliger Bischof von Semgallen“. Über sein Todesdatum bzw. die -umstände ist nichts bekannt.